# Theodor Wagner
Theodor "Tull" Wagner (Viena, 6 de agosto de 1927 – Viena, 21 de janeiro de 2020) foi um futebolista austríaco.

## Carreira
Ele estreou na Seleção Austríaca de Futebol em novembro de 1946 no amistoso contra a Seleção Suíça de Futebol e foi um dos integrantes da Áustria na Copa do Mundo FIFA de 1954, na qual ele marcou um hat trick no jogo contra a mesma Seleção Suíça, no jogo válido pelas quartas-de-final e que terminou 7 a 5 para a Áustria.
Pela seleção, Wagner disputou 46 partidas, tendo marcado 22 gols. Seu último jogo internacional foi em um amistoso contra a Seleção Alemã de Futebol em março de 1957.

## Morte
Wagner morreu no dia 21 de janeiro de 2020, aos 92 anos.